# Jehan Norvis
 (mars 2024).
Si vous disposez d'ouvrages ou d'articles de référence ou si vous connaissez des sites web de qualité traitant du thème abordé ici, merci de compléter l'article en donnant les références utiles à sa vérifiabilité et en les liant à la section « Notes et références ».
 (août 2021).
Jehan Norvis (?-?), est un relieur français de la Renaissance.

## Galerie

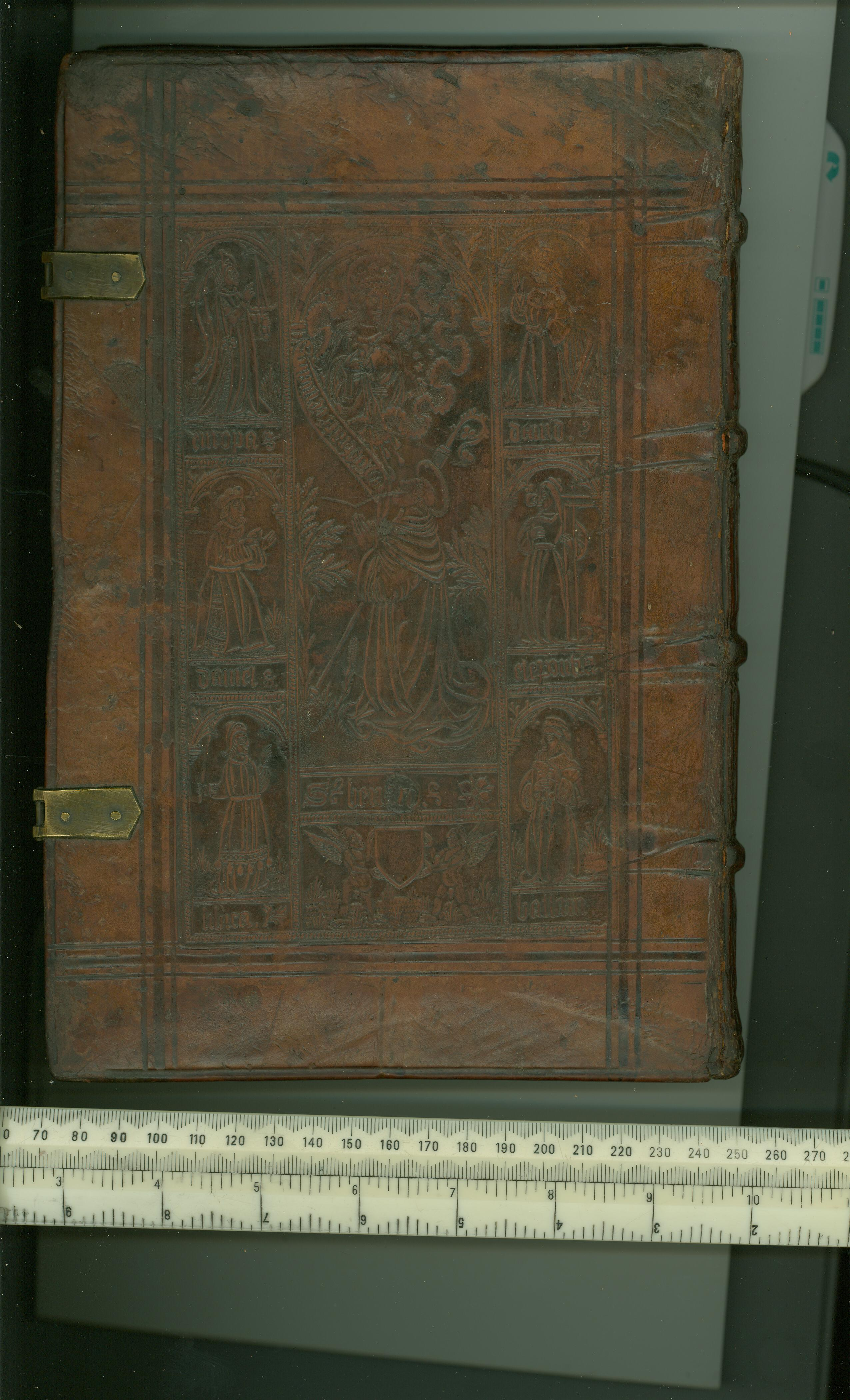
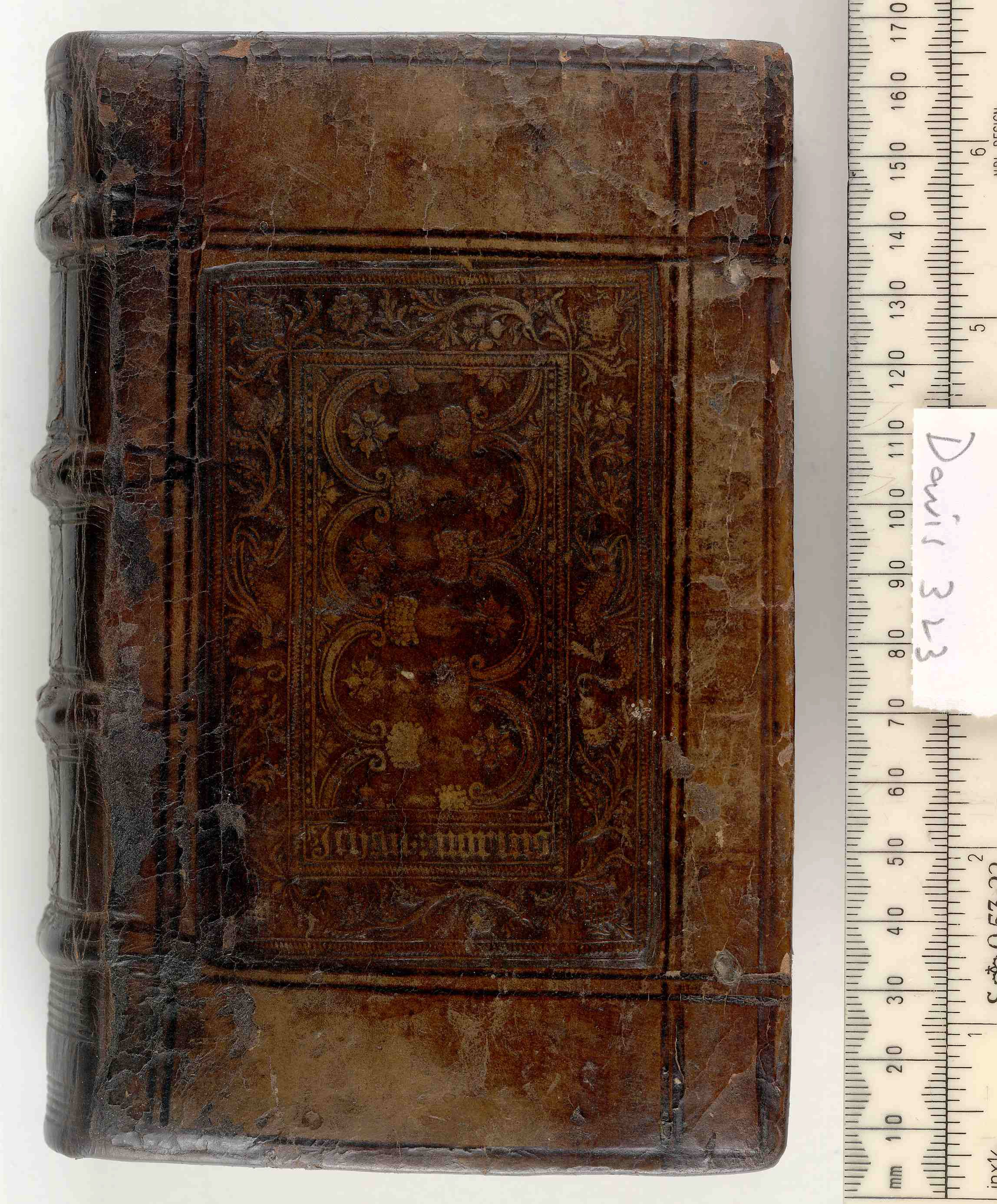

## Biographie
Norvis est actif à Paris vers 1530.

## Collections
- British Library